# Elizabeth Polunin
Elizabeth Violet Hart, coniugata Polunin (Ashford, 21 maggio 1887 – 1950) è stata una scenografa e pittrice britannica.

## Biografia

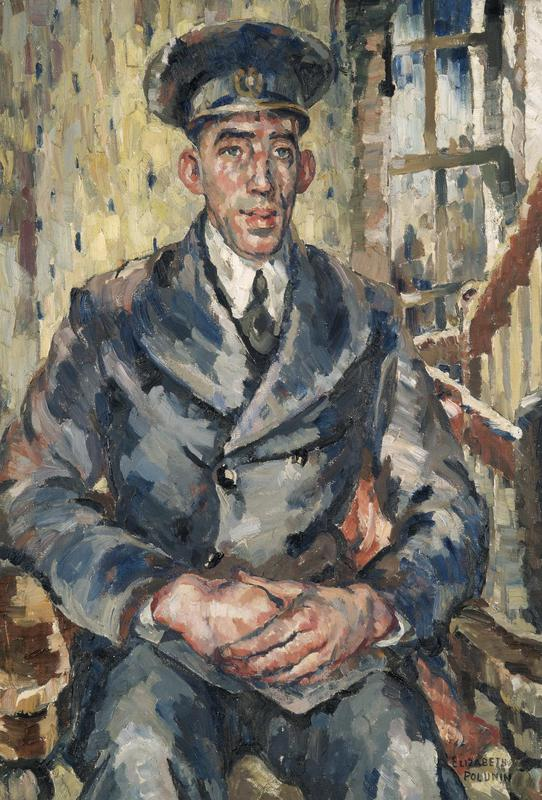
Elizabeth Polunin, L'ufficiale Twyman (1898)

Elizabeth Hart nacque nel Kent e, all'età di diciassette anni, si trasferì a Parigi per studiare all'Académie Colarossi e poi all'École des beaux-arts. Successivamente si trasferì a San Pietroburgo per perfezionare i suoi studi con Léon Bakst e poi, di ritorno in Inghilterra, proseguì la sua formazione con Walter Sickert alla Westminster School of Art. Mentre si trovava in Russia nel 1907 conobbe e sposò Vladimir Polunin, da cui ebbe i tre figli Oleg, Nicholas e Ivan.
I coniugi Polunin lavorarono per Sergej Pavlovič Djagilev durante le stagioni londinesi dei Balletti russi, realizzando le scenografie insieme a Pablo Picasso e Georges Braque. Lavorò come scenografa anche per la compagnia operistica di Thomas Beecham.
Dopo il 1924 lavorò prevalentemente come ritrattista, tenendo frequenti mostre a Londra ed esponendo più volte alla Royal Academy of Arts; le sue opere furono esposte anche in Francia, al Salon des Indépendants e al Salon d'Automne. Durante la seconda guerra mondiale lavorò anche per il War Artists' Advisory Committee.